# Qazaq Air
Qazaq Air è una compagnia aerea regionale kazaka con sede ad Astana e hub presso l'Aeroporto Internazionale Nursultan Nazarbaev.

## Storia
Qazaq Air è stata fondata nell'aprile 2015 dal fondo sovrano Samruk-Kazyna, è stata presentata ad Astana il 6 luglio 2015 ed ha iniziato le operazioni di volo il 27 agosto 2015 effettuando il primo volo tra Almaty, il suo hub, e Astana. La compagnia aerea ha iniziato le operazioni di volo con piloti stranieri dal momento che non erano disponibili piloti kazaki con certificazione per il Bombardier Dash 8. I primi 16 piloti kazaki certificati per questo aeromobile hanno iniziato la formazione nel 2015 e hanno preso servizio nel 2017.
A luglio 2017 Qazaq Air ha iniziato ad operare su destinazioni internazionali, attivando un collegamento charter bisettimanale tra Almaty e Tamchy in Kirghizistan.
Nel novembre 2018 Qazaq Air è diventato il terzo operatore aereo kazako a ricevere un certificato IATA Operational Safety Audit. Nel luglio 2019 è diventata membro della International Air Transport Association. Sempre nel 2019 ha avviato il trasferimento del proprio hub da Almaty ad Astana. Attualmente opera collegamenti anche tra Uzbekistan (Samarcanda) e le città kazake di Turkistan, Astana e Almaty.

## Flotta
A marzo 2023 la flotta di Qazaq Air è composta da 5 De Havilland Canada Dash-8-Q400NG.